# Partido Republicano da Reconstituição Nacional
O Partido Republicano da Reconstituição Nacional (PRRN), também chamado Partido Reconstituinte, foi um partido político português do tempo da Primeira República Portuguesa, fundado em 1920 como uma dissidência do Partido Liberal Republicano. Teve em Álvaro de Castro o seu líder. Fundiu-se em 1923 ainda com o Partido Liberal Republicano, dando origem ao Partido Republicano Nacionalista.

## Resultados eleitorais

### Eleições legislativas
| Data | Votos | %   | Deputados | +/- | Senadores | +/- | Status   |
| ---- | ----- | --- | --------- | --- | --------- | --- | -------- |
| 1921 | N/D   | N/D | 12 / 163  |     | 7 / 71    |     | Oposição |
| 1922 | N/D   | N/D | 17 / 163  | 5   | 10 / 74   | 3   | Oposição |

1. ↑  Partido Reconstituinte, Maltez.info - Respublica
2. ↑  Formación universitaria, 1943-1947, actuación pública, 1947-1997, testimonios Fernando Castro y Castro, 1996, página 161
3. ↑  "Foi a Primeira República um regime liberal? - Para uma caracterização política do regime republicano português entre 1910 e 1926", Rui Ramos, in Manuel Baiôa (dir.), ELITES E PODER - A crise do sistema liberal em Portugal e Espanha (1918-1931)/ELITES Y PODER - La crisis del sistema liberal en Portugal y España (1918-1931), pp. 185-246]
4. ↑  Álvaro de Castro era anti-sidonista. Ver Álvaro de Castro, Infopédia. Artigo retirado a 29 de Janeiro de 2023.